# Víctor Ruiz Torre
Víctor Ruiz Torre (* 25. ledna 1989, Esplugues de Llobregat, Španělsko) je španělský fotbalový obránce, od léta 2015 hráč klubu Villarreal CF. Hraje na postu stopera (středního obránce).

## Klubová kariéra
V profesionálním fotbale debutoval v dresu Espanyolu Barcelona. V lednu 2011 odešel do italského klubu SSC Neapol, kde podepsal kontrakt na 4,5 roku. V Neapoli však působil pouze do srpna téhož roku. Poté přestoupil zpět do Španělska do týmu Valencia CF, kde podepsal pětiletou smlouvu. Sezónu 2014/15 strávil na hostování ve Villarrealu, kam v létě 2015 přestoupil.

## Reprezentační kariéra
Hrál za španělské mládežnické reprezentace.

S týmem do 21 let vyhrál Mistrovství Evropy hráčů do 21 let 2013 v Izraeli, kde mladí Španělé porazili ve finále Itálii 4:2.